# Herpesvirus umano 3
Il virus varicella-zoster o, in inglese, Human herpesvirus 3 (HHV-3, Human alphaherpesvirus 3) è un virus con genoma a DNA appartenente all'ordine Herpesvirales, famiglia Herpesviridae, sottofamiglia Alphaherpesvirinae, genere Varicellovirus. Rappresenta l'agente eziologico sia della varicella (una malattia esantematica che colpisce soprattutto i bambini), sia dell'herpes zoster (nonché delle sue forme di Herpes oftalmico e di Herpes zoster oticus), meglio conosciuto come "Fuoco di Sant'Antonio", una patologia degli adulti che può essere temporaneamente invalidante e della sindrome di Ramsay Hunt tipo II . Può essere anche causa di epatite virale, di alcune forme di polmonite, di meningite virale e di paralisi di Bell.

## Caratteristiche del virus
Il virus varicella-zoster è un virus a DNA morfologicamente identico all'Herpes simplex con nucleocapside a simmetria icosaedrica composto da 162 capsomeri e circondato da membrana virale. La densità di flottazione in CsCl è di 1,705 g/cm3, mentre quella dell'Herpes simplex è di 1,72 g/cm3.
È molto piccolo (220-240 nm) e visibile solo al microscopio elettronico. Colpisce solo l'uomo e le scimmie antropomorfe.
Causa la varicella nei bambini e la forma ricorrente chiamata fuoco di S. Antonio. Come gli altri herpes virus instaura un'infezione latente nei neuroni che innervano i dermatomeri colpiti; oltre a queste due forme più comuni può dare polmonite interstiziale nel 20-30%.
Negli immunocompromessi causa una patologia progressiva e fatale poiché il virus può diffondersi facilmente in altri organi (polmoni, fegato...).
La diagnosi di laboratorio è effettuata a più livelli: 
- Test citologici: danni tissutali simili a quelli di herpes simplex con inclusioni citoplasmatiche e formazione di sincizi.
- Immunofluorescenza in sito: per la ricerca di antigeni di membrana.
- PCR con sonde di DNA.
- Test sierologici per vagliare l'immunità verso VZV e test ELISA.